# Xestia tamsi
Xestia tamsi är en fjärilsart som beskrevs av Alfred Ernest Wileman och Reginald James West 1929.
Xestia tamsi ingår i släktet Xestia och familjen nattflyn. Inga underarter finns listade i Catalogue of Life.

## Bildgalleri

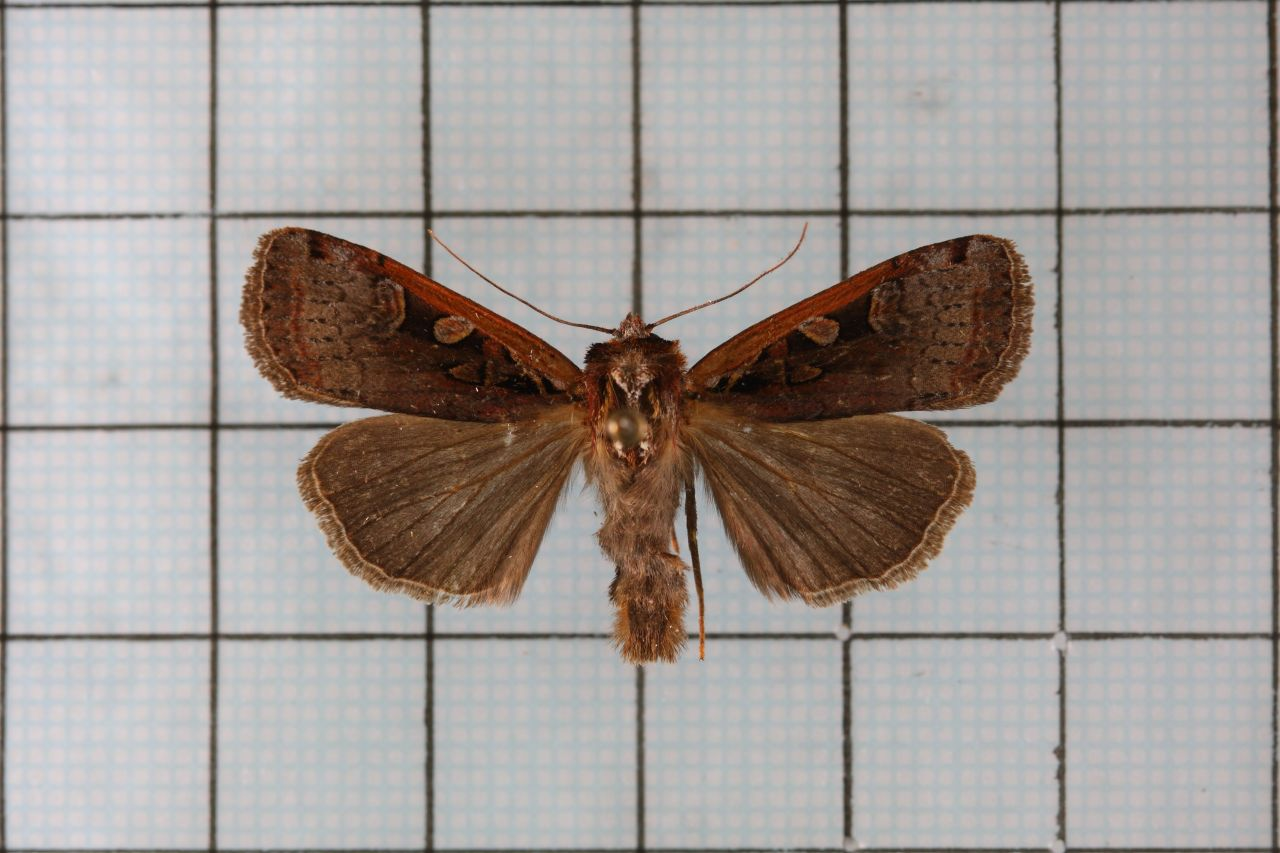
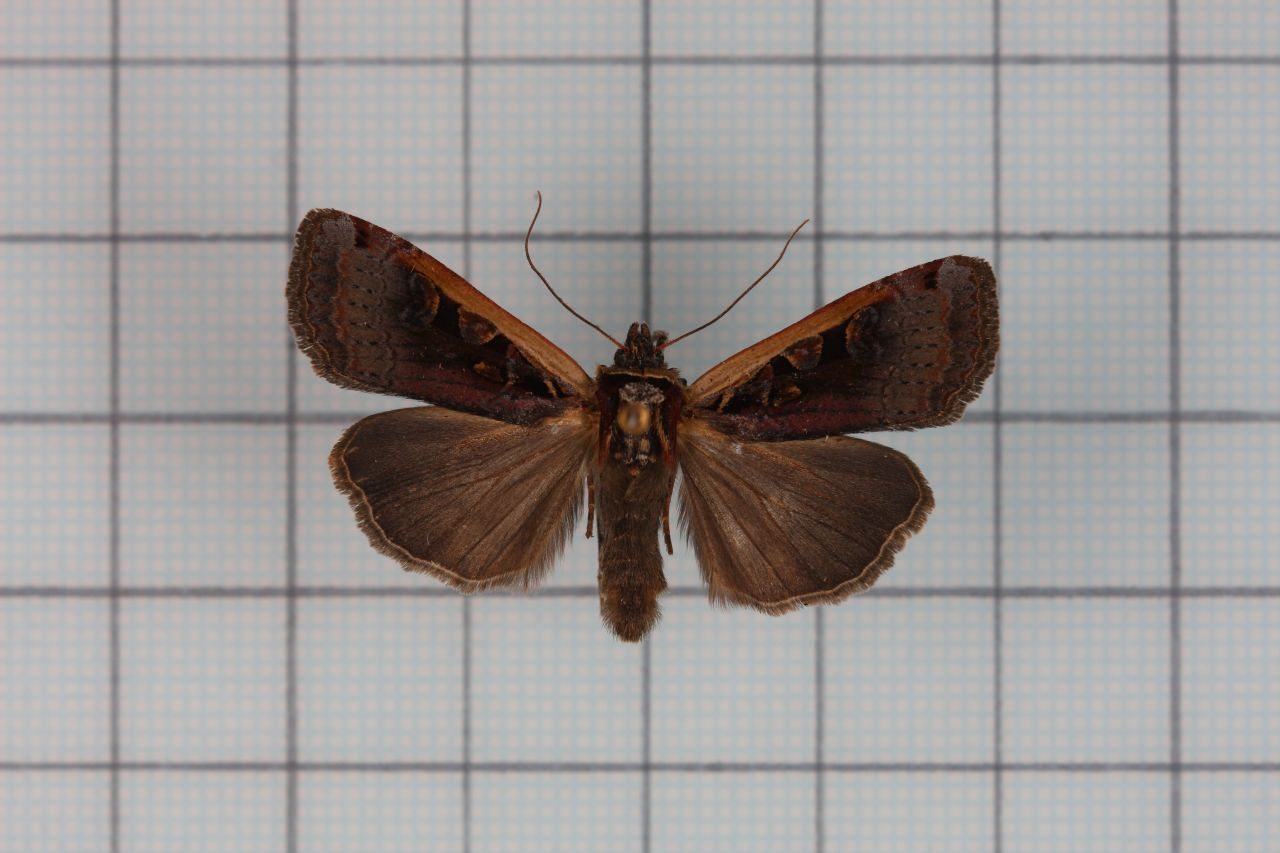
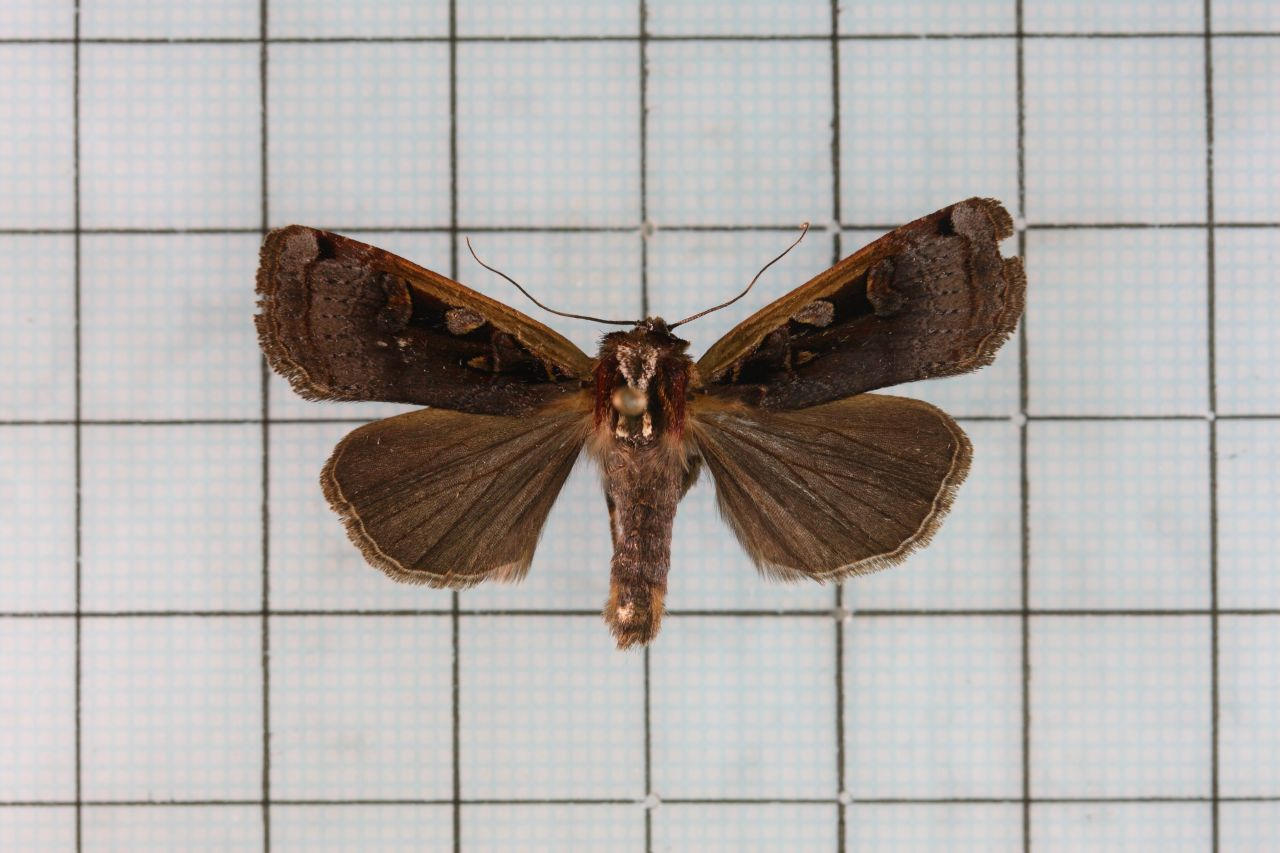